# Pferdepfleger

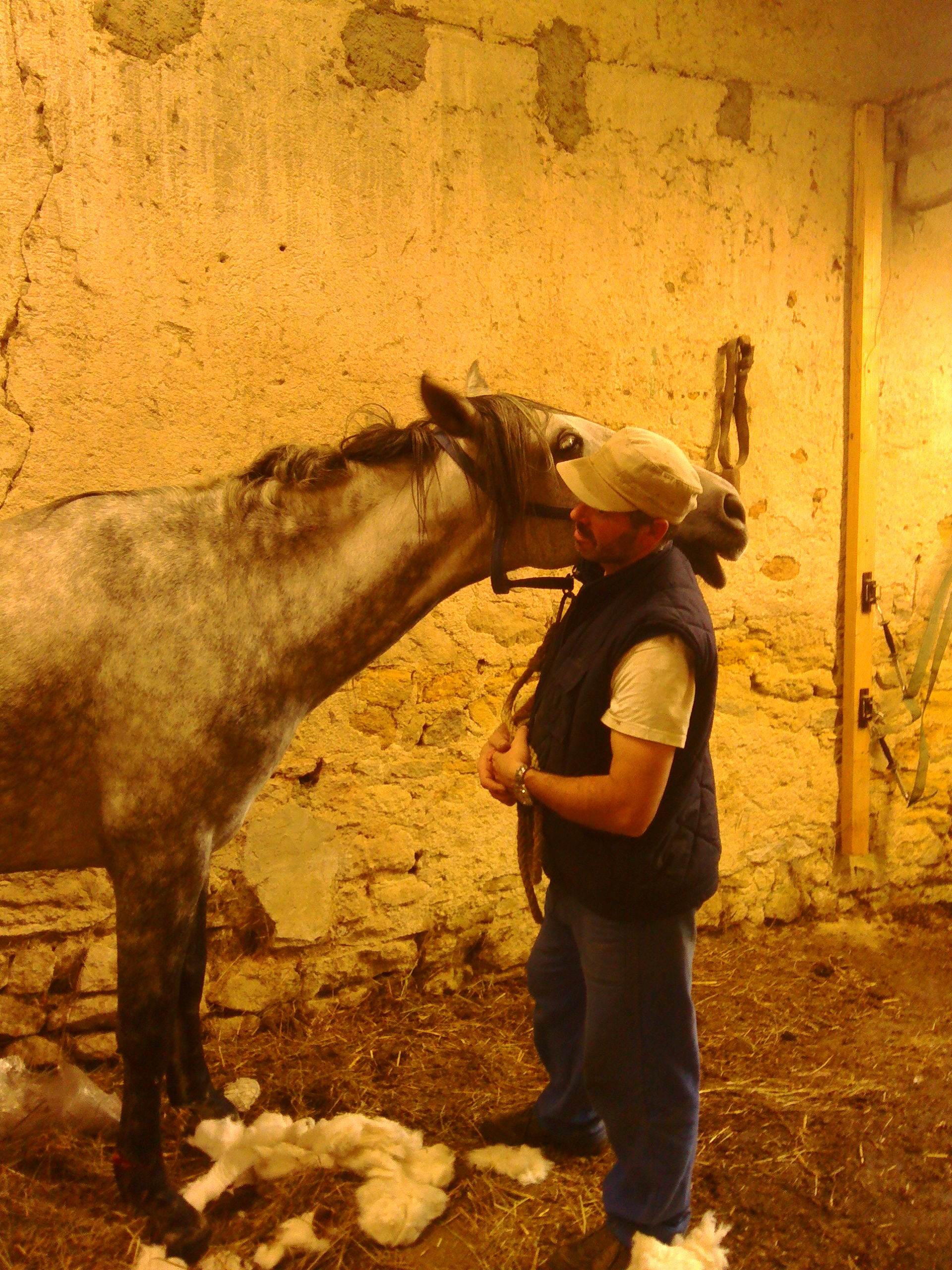
Pferdepfleger mit einer für einen medizinischen Eingriff sedierten Lusitano-Stute, die ihren Kopf auf seine Schulter legt.

Ein Pferdepfleger (meist Pferdepflegerin, veraltet Stallknecht, Stalljunge oder Stallbursche) ist ein angestellter Tierpfleger, der für das Wohlergehen der Pferde seines Arbeitgebers verantwortlich ist. Der entsprechende Ausbildungsberuf heißt Pferdewirt mit Schwerpunkt Pferdehaltung und Service.
Zu dem Aufgabenbereich eines Pferdepflegers gehören die Reinigung der Ställe, Ausmisten, Füttern, die Bewegung (Weidegang, Führmaschine, Auslauf) und die Pflege der Pferde.

## Stallbetrieb
Bei großen Ställen können mehrere Pferdepfleger unter der Führung des Stallchefs, oder des Stallmeisters arbeiten. Der Stallchef trägt die Verantwortung für den Pferdebestand, inklusive der Beschaffung des Futters, des Heus und der Einstreu, und Planung der Fütterung, von Weidegang und Bewegung in der Führmaschine. Er hat zudem sicherzustellen, dass die Pferde regelmäßig beschlagen, geimpft und entwurmt sind, sowie unter regelmäßiger tierärztlicher Behandlung stehen.

## Geschichte
Stallknechte waren vor der Automobilisierung oft auch in privaten Haushalten angestellt. Der Stallknecht oder Kutscher in einem privaten Haushalt musste sich innerhalb einer bestimmten Zeit jederzeit auf Abruf für den Fall bereithalten, dass ein Mitglied der Familie des Arbeitgebers ausreiten bzw. wegfahren mochte.
Im militärischen Bereich nannte man einen Stallknecht, der sich um das Pferd eines Offiziers kümmerte auch Offiziersbursche.

## Turnierpfleger und Grooms

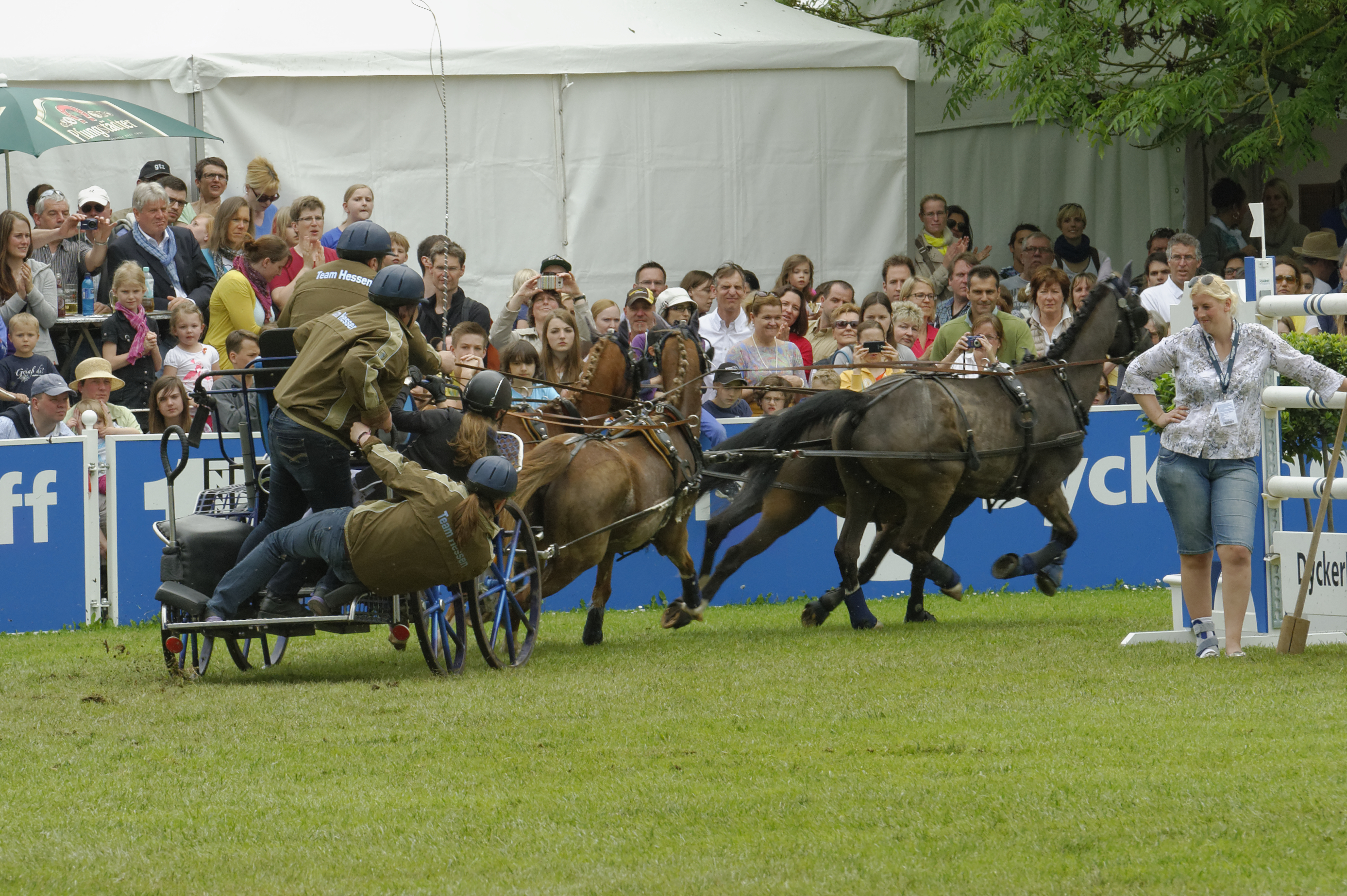
Piköre oder Grooms beim Kegelfahren

Turnierpfleger oder Grooms von Sportpferden oder Rennpferden sind für die Betreuung der Pferde auf Turnieren oder Rennen verantwortlich und deren wichtigste Bezugsperson. Sie reisen mit ihren Pferden, um sie während der Wettkämpfe zu betreuen und den Reiter oder Fahrer zu unterstützen.
Der Beruf wird hauptsächlich von jungen Frauen gewählt, welche die Welt bereisen und mit Pferden arbeiten wollen. Meist sind die Pfleger von Dienstag bis Sonntag auf Turnieren und haben wenig Privatsphäre auf den Turnieren, weil die Tage im provisorischen Turnierstall und die Nächte in den Wohnabteilen der Pferdetransporter (bei Dressur-Grooms im Stall) zugebracht werden. Es ist harte körperliche Arbeit. Da Turnierpfleger kein anerkannter Ausbildungsberuf ist, gibt es keine Tarifvereinbarungen und die geringe Entlohnung erfolgt nach Leistung, das heißt Erfahrung, LKW-Führerschein, Reitkenntnissen etc.
Zu den Aufgaben der Pfleger gehört ausmisten, füttern, putzen, grasen, die Vorbereitung der Pferde auf Prüfungen und die Versorgung der Pferde nach Prüfungen: Gesundheitscheck, Kontrolle der Hufe, einflechten der Mähne, satteln, trensen usw. Je nach Sportart kommen Aufgaben hinzu.
- Springreiten: Unterstützung des Reiters bei der Vorbereitung auf eine Prüfung (höher legen von Stangen; bereithalten von Decken, Tüchern, Sporen, Jacket).

- Dressurreiten: Unterstützung des Reiters bei der Vorbereitung auf eine Prüfung (Abwickeln der Bandagen; bereithalten von Decken, Tüchern, Sporen, Frack).

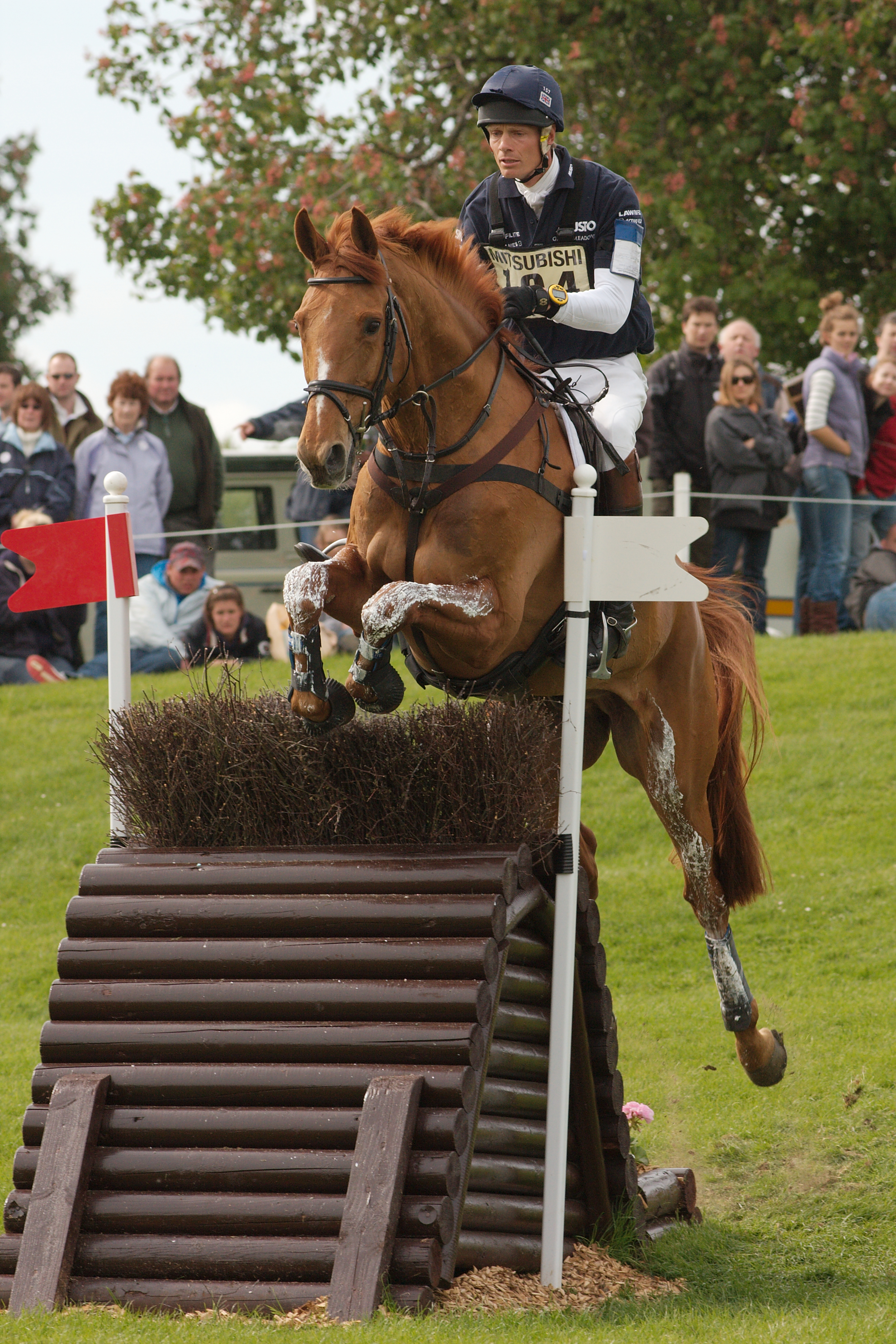
Fett-Gleitcreme auf den Pferdebeinen erleichtert das Abgleiten an Geländehindernissen

- Vielseitigkeitsreiten: Einreiben der Pferdebeine und der unteren Körperpartien mit einer Mischung aus Vaseline und Gleitgel, sowie die Unterstützung des Reiters bei der Vorbereitung auf eine Prüfung (bereithalten von Decken, Tüchern, Sporen, Sicherheitsweste).

- Polosport: Schweif-Taping, Mähnescheren und abreiten, Betreuung an der Ponyline, verantwortlich für den schnellen Pferdewechsel während des Spieles oder in den Spielpausen.

- Distanzreiten: Beim Distanzreiten werden die Pfleger Betreuer oder Tross genannt.

- Fahrsport: In der Geländeprüfung im Fahrsport (kurz Marathon genannt) und beim Kegelfahren sind als Beifahrer meist Pferdepfleger (Grooms genannt) auf dem Wagen. Sie balancieren den Wagen bei schneller Fahrt in engen Kurven aus, indem sie ihr Gewicht verlagern.

### Bekannte Turnierpfleger, Turnierpflegerinnen und Grooms
- Anu Harrila  Finnland, seit 2000 Pflegerin bei Meredith Michaels-Beerbaum, unter anderem Pflegerin von Shutterfly, Checkmate und Fibonacci 17.[2]
- Marie Johnson  Schweden, Pflegerin unter anderem von Ratina Z bei Ludger Beerbaum[3]
- Derren Lake  Vereinigtes Königreich, seit über 20 Jahren Groom, unter anderen pflegt er Ben Mahers braune Stute Dallas Vegas Batilly[4]
- Ninna Leonoff  Finnland, seit ihrem Schulabschluss Pflegerin bei Markus Beerbaum, unter anderem Pflegerin von Constatin.[5][6]
- Stevie Payne  Australien,  Groom bei seiner Schwester Michelle Payne, hat das Down-Syndrom und wurde bekannt als er den Melbourne-Cup-Sieger von 2015 Prince of Penzance auf der Rennbahn sattelte und in dem Film Ride Like a Girl mitspielte.[7]
- Lena Steger  Deutschland war von 2016 bis 2023 Showgroom bei Michael Jung und betreute unter anderem Rocana, Chipmunk, Chelsea, Kilcandra Ocean Power, Sam und begleitete die deutschen Vielseitigkeitspferde auf dem Flug nach Tokio zur Olympischen Sommerspielen.[8][9][10][11]
- Steffi Wiegard  Deutschland, pflegt seit 2012 die Turnierpferde von Isabell Werth, darunter Bella Rose, Weihegold, Emilio und Don Johnson.[12] Sie war 2017 und 2018 für den FEI Best Groom Award nominiert.[13][14]